# Pteromalus villiersi
Pteromalus villiersi is een vliesvleugelig insect uit de familie Pteromalidae. De wetenschappelijke naam is voor het eerst geldig gepubliceerd in 1955 door Risbec.